# Gawriil Nikolajewitsch Popow
Gawriil Nikolajewitsch Popow (russisch Гавриил Николаевич Попов, wiss. Transliteration Gavriil Nikolaevič Popov; * 30. Augustjul. / 12. September 1904greg. in Nowotscherkassk; † 17. Februar 1972 in Repino bei Leningrad) war ein russischer Komponist.

## Leben
Popow erhielt seinen ersten Kompositionsunterricht bei Michail Gnessin. Von 1917 bis 1921 studierte er Klavier und Komposition am Konservatorium in Rostow am Don, von 1922 bis 1930 vollendete er seine Studien am Leningrader Konservatorium. Zu seinen dortigen Lehrern gehörten Leonid Nikolajew und Wladimir Schtscherbatschow.
Popow war vielseitig interessiert und studierte zeitweise nebenbei auch u. a. Literatur und Archäologie. In Leningrad trat er als Pianist in einem Tanzstudio auf. Von 1927 bis 1931 lehrte er Klavier und Komposition an der Leningrader Musikfachschule.
In den 1920er und frühen 1930er Jahren gehörte er der Assoziation für Zeitgenössische Musik (ASM) an. Von 1932 bis 1937 war er Funktionär im Leningrader Komponistenverband. Die Uraufführung seiner Ersten Sinfonie im Jahre 1935 führte zu heftiger Kritik von staatlicher Seite; Popow wurde vorgeworfen, die „Ideologie des Klassenfeindes“ zu vertreten.
Während des Zweiten Weltkriegs wurde er nach Alma-Ata evakuiert. Ab 1944 lebte er in Moskau. Im Jahre 1948 geriet Popow erneut in Konflikt mit der KPdSU, als er in der Parteiresolution „Über die Oper Die große Freundschaft“ des ZK der KPdSU namentlich genannt wurde und zusammen mit einigen anderen Komponisten des Formalismus bezichtigt wurde. In späteren Jahren litt er an Alkoholismus. Popow wurde im Jahre 1946 für seine Zweite Sinfonie mit dem Stalinpreis ausgezeichnet.

## Tonsprache
Popow fand in den 1920er und frühen 1930er Jahren als einer der experimentierfreudigsten und begabtesten jungen russischen Komponisten große Beachtung. Er war mit den wichtigsten zeitgenössischen Werken aus Russland und Westeuropa vertraut und nahm deren Einflüsse in sein Schaffen auf. In seinen ersten Werken lässt sich teilweise noch ein neoklassizistischer Einfluss erkennen. Spätestens mit seiner Ersten Sinfonie fand Popow zu einem eigenen, expressionistisch orientierten Stil. Dramatik, Monumentalität, avancierte, dissonante Harmonik, die nur noch entfernt tonale Bindungen aufwies, extrem gesteigerte Polyphonie und markante Rhythmik prägten seine Musik. Nachdem dieses Werk harsch angegriffen wurde, änderte Popow seinen Stil. Anders, als oft behauptet wird, bewahrte er gewisse Eigenheiten, doch milderte er die Härte seiner Musik ab, komponierte tonal und nahm teilweise Anregungen aus der russischen Folklore auf. Er orientierte sich fortan am Sozialistischen Realismus und schrieb gerade in den Kriegsjahren patriotische, heroische Werke. Dennoch wurde er wenig später wiederum als Formalist bezeichnet. In den 1960er Jahren litt seine Schaffenskraft unter seiner Alkoholkrankheit; er komponierte nur wenig und unregelmäßig, bevor er in seinen letzten Lebensjahren noch einmal einen Kreativitätsschub erlebte. Obwohl seine letzten Werke wieder eine etwas gewagtere Tonsprache verwenden, kehrte Popow letztlich nicht zur Modernität seiner frühen Werke zurück. Jüngere Forschungen betonen hingegen den Aspekt einer subkutanen, nur an der Oberfläche angepassten, insgeheim aber weiter in hohem Maße avantgardistischen Musiksprache Popows. Popow fand in der Sowjetunion eher wenig Beachtung, gilt aber als bedeutender Sinfoniker. Auf seine groß angelegten, meisterhaft orchestrierten Werke wurde in den letzten Jahren durch CD-Veröffentlichungen aufmerksam gemacht.

## Werke
- Orchesterwerke
  - Sinfonie Nr. 1 op. 7 (1927–34)
  - Sinfonie Nr. 2 g-moll/a-moll op. 39 Heimat (1943)
  - Sinfonie Nr. 3 op. 45 Heroische für Streichorchester (1939–46)
  - Sinfonie Nr. 4 op. 47 Ehre der Heimat für Soli und gemischten Chor a cappella (1948/49)
  - Sinfonie Nr. 5 A-Dur op. 77 Pastorale (1956/57)
  - Sinfonie Nr. 6 B-Dur op. 99 Festliche (1969)
  - Sinfonie Nr. 7 (1970, Fragment)
  - Sinfonische Suite Nr. 1 op. 14 aus der Musik zu dem Film Der Komsomol ist Anführer der Elektrifizierung mit Sopran- und Baritonsolo (1933)
  - Divertimento für Orchester op. 23bis (1938)
  - Spanien, 7 Miniaturen für Orchester op. 28 (1940)
  - Schauspiel- und Filmmusik
- Konzerte
  - Klavierkonzert op. 24
  - Violinkonzert op. 103/17
  - Konzert-Poem für Violine und Orchester op. 17 (1937)
  - Violoncellokonzert op. 71
  - Sinfonische Aria für Violoncello und Streichorchester op. 43 In Memoriam A. N. Tolstoi (1945)
- Vokalmusik
  - Alexander Newski, Oper op. 25 (1938–42, unvollendet)
  - Zum Sieg, heroische Ouvertüre-Kantate für Bariton, Chor und Orchester (1944)
  - Heroisches Poem für Lenin für Soli, Chor und Orchester op. 58 (1950)
  - Ehre sei unserer Partei, Poem-Kantate für Chor (1952)
  - zahlreiche Werke für Chor oder Kinderchor
  - Lieder für Singstimme und Klavier
- Kammer- und Klaviermusik
  - Oktett Es-Dur op. 9 (1927)
  - Septett C-Dur op. 2 Kammersinfonie (1927)
  - Quintett für Flöte, Klarinette, Trompete, Violoncello und Kontrabass (1958)
  - Quartett-Sinfonie für Streichquartett op. 61 (1951)
  - Concertino für Violine und Klavier op. 4 (1926/27)
  - Große Suite für Klavier op. 6 (1927)
  - 2 Klavierstücke op. 1 (1925)
  - 2 Märchen für Klavier op. 51 (1948)
  - Drei Lyrische Poeme für Klavier op. 80 (1957)
- Filmmusik (Auswahl)
  - Tschapajew (1934), Regie: Sergei und Georgi Wassiljew
  - Die Beshin-Wiese (1937), Regie: Sergei Eisenstein
  - Die große Wende (1945), Regie: Friedrich Ermler, Grand Prix in Cannes 1946
  - Flammende Jahre (1961), Regie: Julija Solnzewa, Beste Regie in Cannes 1961
  - Das Märchen vom Zaren Saltan (1967), Regie: Alexander Ptuschko